# Jouques
Jouques ist eine französische Gemeinde mit 4478 Einwohnern (Stand 1. Januar 2022) im Département Bouches-du-Rhône in der Region Provence-Alpes-Côte d’Azur.

## Geografie
Die Gemeinde liegt zwischen dem 25 Kilometer entfernten Aix-en-Provence und dem 30 Kilometer entfernten Manosque. Nachbargemeinden sind Peyrolles-en-Provence, Rians, Mirabeau und Saint-Paul-lès-Durance. Jouques liegt im Hinterland der Durance, im Tal des Flusses Réal.

## Geschichte
Die ersten sicheren Spuren menschlichen Lebens stammen aus der Zeit zwischen 11.000 und 10.000 vor Christus. Später wurde die Gemeinde vor allem durch die Römer geprägt. Während der Französischen Revolution übernahmen die Bürger die Macht, zuvor hatte es allerdings nicht mehr als zehn Adelsfamilien und ein halbes Dutzend Priester gegeben. 1912 wurde das heutige Rathaus eingeweiht.

## Sehenswürdigkeiten
- Dolmen des Cudières
- Kirche Saint Pierre aus dem 10. und 19. Jahrhundert
- Kirche Notre Dame de la Roque aus dem 12. Jahrhundert
- Mittelalterliche Kapelle Notre Dame de la Consolation
- Ehemalige Bischofsresidenz
- Benediktinerinnenabtei Jouques

## Demografie

### Bevölkerungsentwicklung
| Jahr      | 1962 | 1968 | 1975 | 1982 | 1990 | 1999 | 2007 | 2017 |
| Einwohner | 1831 | 2047 | 2096 | 2238 | 3062 | 3262 | 4089 | 4413 |

### Altersstruktur
26 Prozent der Bevölkerung sind 19 Jahre alt oder jünger. Sieben Prozent der Bevölkerung sind 75 Jahre alt oder älter. Damit liegt Jouques leicht unter dem gesamtfranzösischen Altersdurchschnitt.